# Wikipedia în min nan
Wikipedia în min nan (în min nan: Holopedia) este versiunea în limba min nan a Wikipediei, și se află în prezent pe locul 244 în topul Wikipediilor, după numărul de articole. În prezent are aproximativ 227.499 de articole.